# Sinac
Sinac je mjesto u Gackom polju, na padinama Velebita i Kapele, na izvoru rijeke Gacke, naselje 11 km jugoistočno od Otočca. Prvi put u pisanim dokumentima spominje se 1408. godine kao villa Synacz, iako je naselje postojalo i u neolitsko doba.
Stanovnici naselja zovu se Sinčerani ili Sinčarani.

## Zemljopis
Nalazi se ispod brda Godače s desne strane Gacke, na nadmorskoj visini od 460 m. Ima 207 domaćinstava i 630 stanovnika.

## Stanovništvo
- 2001. – 630
- 1991. – 1041 (Hrvati – 1037, ostali – 4)
- 1981. – 1044 (Hrvati – 1037, Jugoslaveni – 3, Srbi – 1, ostali – 3)
- 1971. – 1142 (Hrvati – 1135, Srbi – 4, ostali – 3)

| broj stanovnika | 2181  | 1780  | 1796  | 1852  | 1950  | 1852  | 1838  | 1867  | 1587  | 1553  | 1300  | 1142  | 1044  | 1041  | 630   | 563   | 489   |
|                 | 1857. | 1869. | 1880. | 1890. | 1900. | 1910. | 1921. | 1931. | 1948. | 1953. | 1961. | 1971. | 1981. | 1991. | 2001. | 2011. | 2021. |

## Povijest
U srpnju 2023. u mjestu je otkriven spomenik Sinčanima poginulima u Domovinskomu ratu: Mate Laškarin poginuo je 1991. u Drenovu Klancu kao pripadnik pričuvnog sastava MUP-a, Zoran Dubravčić 1992. u Otočcu kao pripadnik 2. bojne 133. brigade HV-a, Milan Mravinac 1993. u Sincu kao pripadnik Satnije Sinac ZNG-a, Božo Tonković 1994. u Udolu Sinac kao pripadnik Topničko-raketnog divizijuna 133. brigade, a u istoj postrojbi bio je i Zvonko Dubravčić, koji je poginuo 4. kolovoza 1995. u Sincu.

## Crkve
- Crkva Sv. Ilije
- Kapela Sv. Mihovila

## Poznate osobe
- Mate Šepo Nikšić, pučki pjesnik
- Josip Sarkotić
- Stjepan Sarkotić, hrvatski general Austro-Ugarske vojske

## Turizam
- Majerovo vrilo
- planinarska staza
- ribolov

## Šport
- NK Gacka 1925 Sinac

## Galerija
- Osnovna škola Zrinskih i Frankopana i spomenik akademiku Ferdi Čulinoviću
- Zdenac Tomislav. Lik kralja Tomislava na prijestolju koji pridržava štit s hrvatskim šahiranim grbom izradio je hrvatski kipar Frane Cota.
- Majerovo vrilo
- Majerovo vrilo

## Vanjske poveznice
- Župa Sinac
- Sinac Info  Arhivirana inačica izvorne stranice od 2. veljače 2011. (Wayback Machine)
- Ličko-Senjska županija, Sinac
- http://gospic.hbk.hr/content/view/869/101/  Arhivirana inačica izvorne stranice od 22. lipnja 2007. (Wayback Machine)